# Feedbacklandschaft
Unter einer Feedbacklandschaft versteht man ein strategisches Konzept, um die verschiedenen (meist mitarbeiterzentrierten) Rückmeldesysteme im Unternehmen zu harmonisieren und inhaltlich sowie zeitlich aufeinander abzustimmen.

## Begriffsbestimmung
In der Literatur werden die Begriffe Survey-Landscape, Survey-Feedback-Landscape, Befragungslandschaften oder auch Listening-Strategie häufig als Synonym verwendet. Diese Begriffe zielen darauf ab, durch eine passende Integration und Abstimmung der Befragungsinstrumente in einem Unternehmen einen differenzierteren und gezielteren Einsatz von Feedbackinstrumenten zu ermöglichen.

## Feedbackinstrumente auf unterschiedlichen Ebenen
Die aktuellen Feedbackinstrumente können danach eingeteilt werden, welche Ebene des Unternehmens sie ansprechen. Je nach Ebene werden dabei unterschiedliche Zielsetzungen verfolgt. Zu den Feedbackinstrumenten auf der individuellen Ebene gehören beispielsweise das Mitarbeitergespräch und das Führungsfeedback. Beide zielen darauf ab, die individuelle Entwicklung des Mitarbeiters zu unterstützen und sein Verhalten langfristig zu verändern. Befragungen auf Teamebene sollen die Zusammenarbeit im Team verbessern. Auf der Organisationsebene greifen hingegen andere Instrumente. Neben der klassischen Mitarbeiterbefragung befindet sich hier das Engagement and Culture Panel, das sich durch einen Fokus auf diejenigen Themen auszeichnet, deren Veränderung nur von oberen Leitungsebenen angestoßen werden können. Die eher dezentral orientierte Mitarbeiterbefragung kann so um Themen entlastet und deutlich schlanker gehalten werden. Puls- und Checkbefragungen, die einen bestimmten Prozess im Unternehmen begleiten oder den Zustand der Organisation in zyklischen Abständen messen, ergänzen Befragungen auf der Organisationsebene.
Kombiniert man die Feedbackinstrumente verschiedener Ebenen bzw. kombiniert man sinnvoll die Instrumente innerhalb einer Ebene, so ergibt sich eine Feedbacklandschaft.

## Ziele einer Feedbacklandschaft
Die Idee hinter einer Feedbacklandschaft (Listening Strategy) ist es, kontinuierlichen und zielgerichteten Input von Mitarbeitern zu sammeln und auszuwerten. Die einzusetzenden Instrumente sollten flexibel einsetzbar sein und fokussierte Lösungen generieren. Nur wenn Befragungsinstrumente miteinander integriert und abgestimmt sind, können zeitliche und ökonomische Synergien genutzt werden. Dies gilt insbesondere auch dann, wenn es um die Folgeprozesse einer Befragung geht. Eine Listening-Strategie/Feedbacklandschaft umfasst mehr als das reine Sammeln von Daten. Sie zeichnet sich dadurch aus, dass mit den Befragungsergebnissen weitergearbeitet wird. Hierbei sollten die Verantwortlichkeiten sowohl für die Befragungen an sich, wie auch für die Folgeprozesse klar geregelt sein.

## Integration verschiedener Befragungsformate
Die klassische Mitarbeiterbefragung kann als Grundlage für den Aufbau einer Feedbacklandschaft dienen. Sie hat den Vorteil, dass sie die Meinungen aller Mitarbeiter erfasst und auswertet, was ein Gefühl der Beteiligung am Betrieb bei den Mitarbeitern erzeugen soll. Außerdem kann die Länge des Fragebogens mit ca. 60–80 Punkten helfen, Themen wie z. B. die Organisationskultur oder auch nachhaltiges Engagement in ihren verschiedenen Facetten zu verstehen. Dies würde in monatlichen Befragungen nicht erreicht werden. Bei einer Mitarbeiterbefragung steigen außerdem die Erwartungen für Folgeprozesse. Diese Erwartungen von Seiten der Mitarbeiter können ein Antrieb für Veränderungen sein. Wird nicht mit den Ergebnissen gearbeitet, so ist es wahrscheinlich, dass sich eine gewisse Reaktanz einstellt und die Befragten nicht mehr gewillt sind, an zukünftigen Erhebungen teilzunehmen.
Basierend auf dieser Mitarbeiterbefragung, können dann verschiedene Befragungsformate hinzugenommen werden. Hierbei können Unternehmen Schwerpunkte dadurch setzen, welche Feedbackinstrumente sie in welcher Form integrieren.